# گغام آقاجانیان
گغام خاچاطوری آقاجانیان (ارمنی: Գեղամ Խաչատուրի Աղաջանյան؛  زادهٔ ۳ ژانویهٔ ۱۸۹۲ - درگذشته ۲۳ سپتامبر ۱۹۶۹) گیاه‌شناس و کارشناس کشاورزی اهل ارمنستان بود.

## زندگی‌نامه
وی ۳ ژانویه ۱۸۹۲ [سبک قدیمی: ۲۲ دسامبر] ۱۸۹۱ در بلور به دنیا آمد و از دانشگاه دولتی ایروان فارغ‌التحصیل گشت. وی عضو فرهنگستان ملی علوم ارمنستان بود. همچنین برندهٔ جوایزی همچون نشان لنین، نشان پرچم سرخ کار و نشان برجسته افتخار شده‌است. وی در در سن سالگی در ایروان درگذشت.